# Faxe (bière)
Pour les articles homonymes, voir Faxe.
Faxe est une marque de bière danoise appartenant à Royal Unibrew. Elle offre une gamme de huit produits :
- FAXE Premium, une lager classique à 5°.
- FAXE Red, une bière à la couleur rouge et au goût fruité.
- FAXE Festbock, une bière brune à 7.7°.
- FAXE Amber, une bière à 5°, comme son nom l'indique ambrée.
- FAXE Strong, une bière blonde à 8°.
- FAXE Free, une bière sans alcool.
- FAXE 10 %, une bière blonde cuivré à 10°, assez amère. On peut la trouver en France dans un format assez original et imposant, une boîte métal contenant 1000 ml.
- FAXE Royal Export, une bière lancée en 1985 comme la bière de l'année, elle est considérée comme étant une bière de luxe.